# Elżbieta Bobola
Elżbieta Bobola z Wielopolskich herbu Starykoń, (1520 - ok. 1615) – według ks. J. Poplatka; babka św. Andrzeja Boboli, dziedziczka miejscowości koło Krosna.      
Swym posagiem  dóbr  Jabłonica, wzmocniła stanowisko męża Krzysztofa Boboli. 
Zmarła około 1615 r.,
Z gościnności Krzysztofa i Elżbiety Wielopolskich w dworku Iskrzyni koło Krosna często korzystali podróżujący,  słynni w XVI wieku jezuici; Herbestowie, Laterniowie, Skargowie.    
Krzysztof z Elżbietą pozostawił liczne potomstwo.
Do jego dzieci zaliczyć należy pięć córek i trzech synów, m.in.; Jana, 
Andrzeja, i  Mikołaja, który m.in. był ojcem św. Andrzeja Boboli. 